# جوسيف كوفمان
جوسيف كوفمان (بالتشيكية: Josef Kaufman)‏ هو لاعب كرة قدم تشيكي، ولد في 27 مارس 1984 في باردوبيتسه في التشيك. شارك مع منتخب التشيك تحت 19 سنة لكرة القدم ومنتخب جمهورية التشيك تحت 21 سنة لكرة القدم. أما مع النوادي، فقد لعب مع زبرويوفكا برنو وسلافيا براغ ونادي تيبليتسه ونادي سبارتاك ترنافا ونادي فيكينغ.

## وصلات خارجية
- جوسيف كوفمان على موقع الاتحاد التشيكي (الإنجليزية)
- جوسيف كوفمان على موقع قاعدة بيانات كرة القدم.إي يو (الإنجليزية)
- جوسيف كوفمان على موقع ناشيونال فوتبول تيمز (الإنجليزية)
- جوسيف كوفمان على موقع Soccerway.com (الإنجليزية)